# Caché
Caché (произносится: «кашэ́») — иерархическая СУБД, позиционирующаяся производителем как объектно-ориентированная, «постреляционная» и мультимодельная.
Выпущена в 1997 году компанией InterSystems, с конца 1970-х годов занимавшейся коммерциализацией СУБД MUMPS и предложившей новый продукт в качестве замены системы 1960-х годов. Встроенный язык программирования Caché Object Script (COS) является развитием языка программирования MUMPS. Помимо COS, Caché предоставляет разработчикам API для использования объектного и SQL-доступа к одним и тем же данным. Caché поддерживается на платформах Microsoft Windows, UNIX, Linux, Solaris, HP-UX, AIX, OpenVMS и macOS.
В исследовательской компании Gartner в магическом квадранте по операционным СУБД за 2015 год отнесли систему к квадранту лидеров, в 2017 году — к квадранту претендентов.